# Vale of White Horse
Vale of White Horse (Thung lũng Bạch Mã) là một huyện ở Oxfordshire, Anh Quốc.
Phần lớn của huyện đã là một phần của huyện nông thôn Wantage ở hạt Berkshire cho đến khi chính phủ tái tổ chức địa phương trong năm 1974. Năm 1974, khu vực của huyện được phân chia, các xã Ardington, Blewbury, Childrey, Chilton, Denchworth, Đông Challow, Đông Hanney, Đông Hendred, Goosey, Grove, Harwell, Letcombe Bassett, Letcombe Regis, Lockinge, Sparsholt, Upton, Tây Challow, Tây Hanney và Tây Hendred trở thành một phần của Vale of White Horse ở Oxfordshire, và phần còn lại trở thành một phần của huyện Newbury của Berkshire.
Thị trấn chính là Abingdon; những nơi khác bao gồm Faringdon và Wantage. Có 68 xã trong huyện. Hội đồng huyện có trụ sở ở Milton Park, Milton, và lãnh đạo hiện tại của Hội đồng là Matthew Barber.

## Địa lý

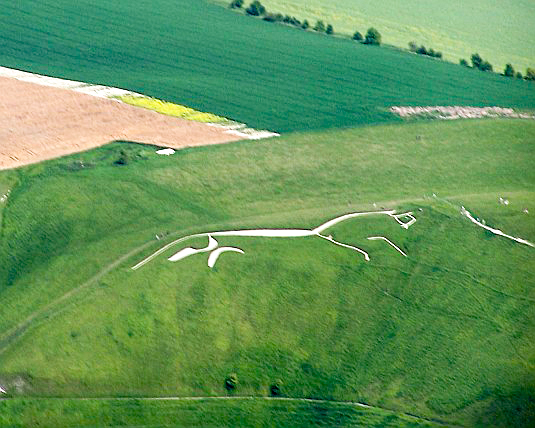
Đồi Ngựa Trắng Uffington

Đây là một khu vực địa lý khác biệt, nằm giữa Berkshire Downs và sông Thames, được đặt tên theo Uffington White Horse từ thời đồ đồng. Huyện được thành lập ngày 1 tháng 4 năm 1974, theo Đạo luật chính quyền địa phương năm 1972, từ khu tự quản Abingdon, huyện thành phố Wantage, huyện nông thôn Abingdon, huyện nông thôn Faringdon và một phần của huyện nông thôn Wantage ở Berkshire. Biên giới phía nam của huyện xấp xỉ con đường Ridgeway.